# Caminho de Cora Coralina

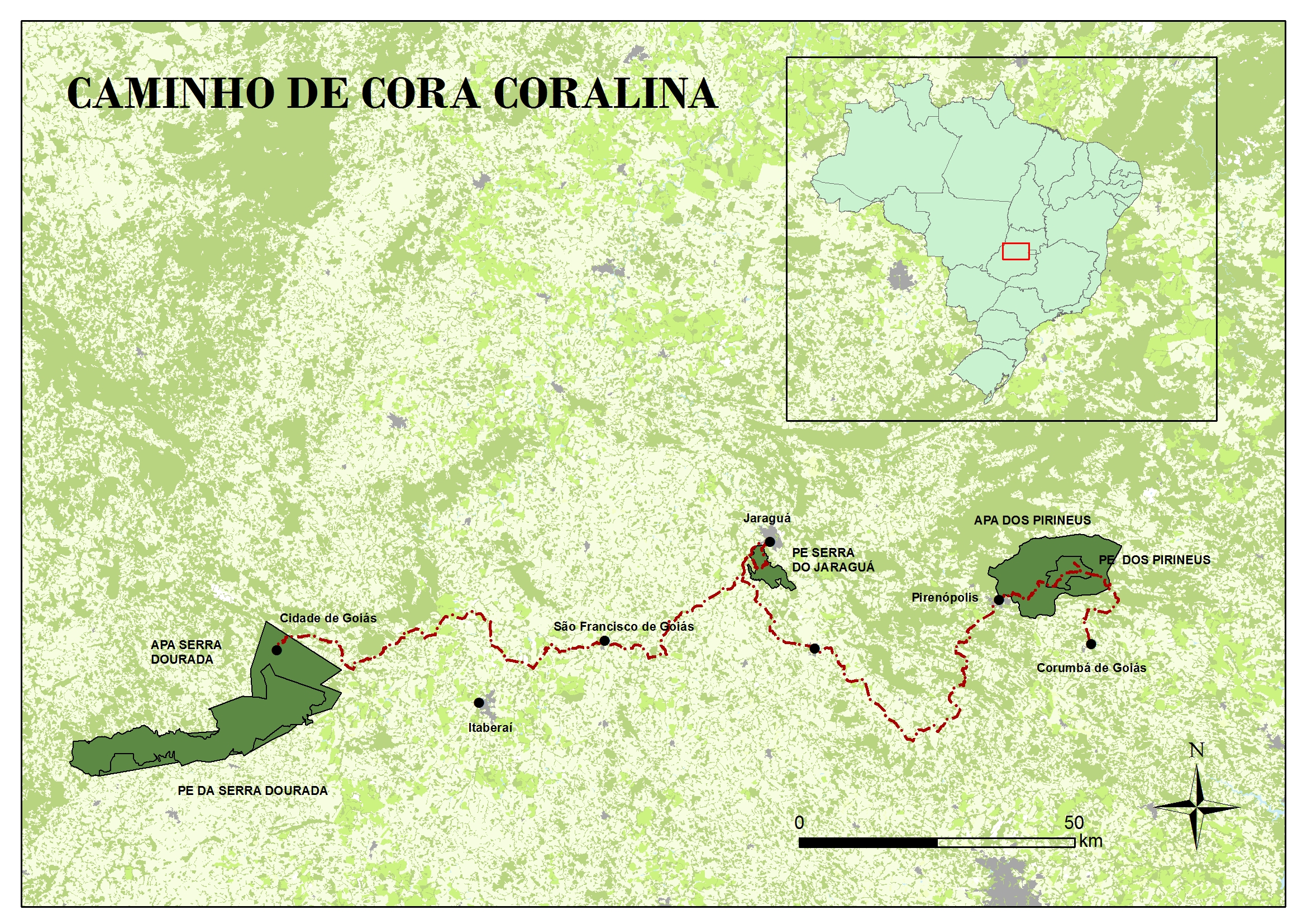
Caminho de Cora Coralina

O Caminho de Cora Coralina é uma trilha de longo curso situada no estado de Goiás. Ao longo de seus 300 km de extensão, conecta diferentes municípios e unidades de conservação. O percurso se inicia no leste goiano no município de Corumbá de Goiás e parte em direção a Área de Proteção Ambiental da Serra Dourada localizada na Cidade de Goiás. Conecta a APA da Serra Dourada à APA que circunda o Parque Estadual dos Pirineus, em Pirenópolis, passando pelo Parque Municipal da Estrada Imperial e pelo Parque Estadual da Serra do Jaraguá. Possui 302 km de extensão e envolve outras localidades além das já citadas, como os municípios goianos de São Francisco de Goiás, Jaraguá, Itaguari, Itaberaí, além de oito povoados.

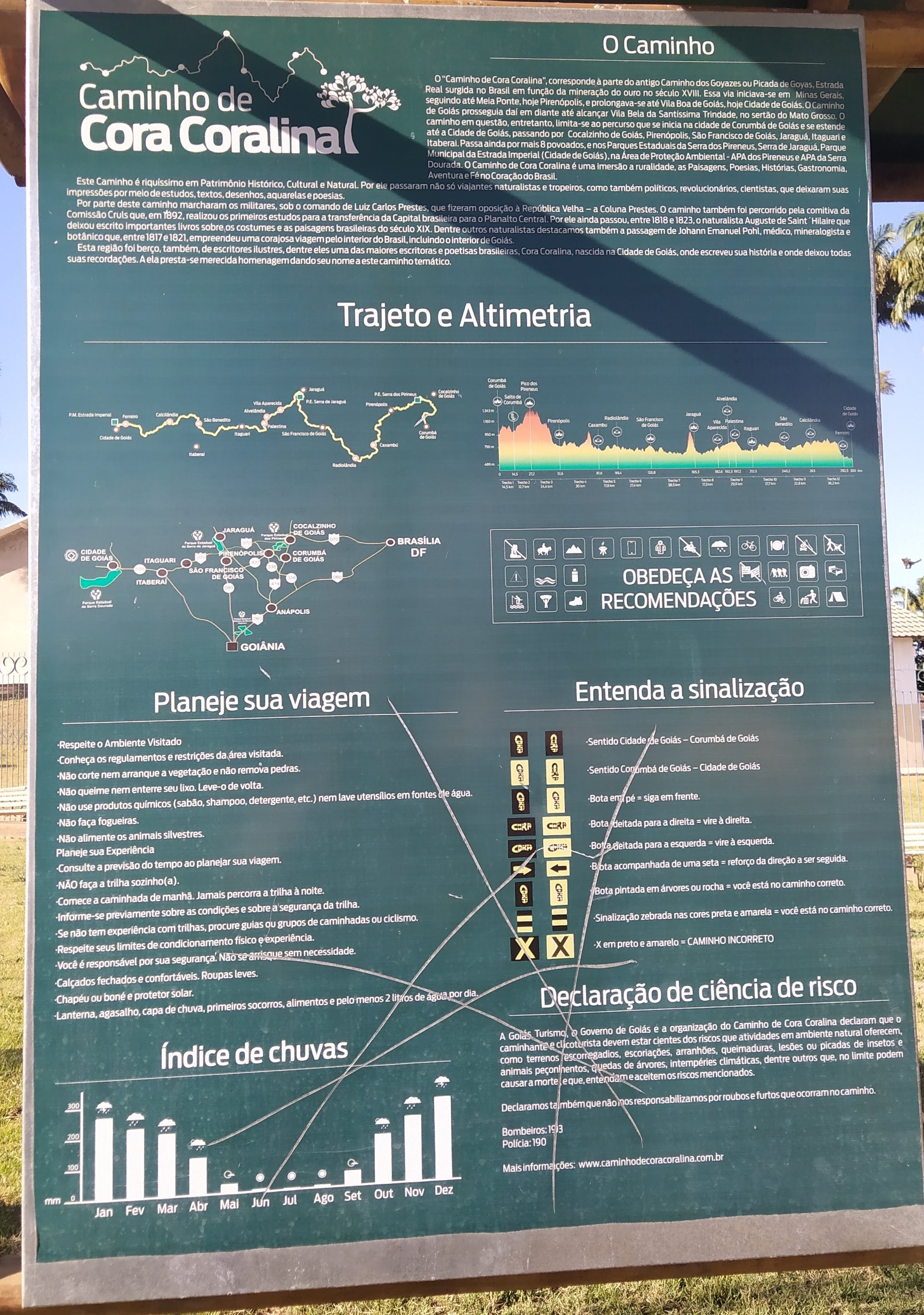
Placa do Caminho de Cora Coralina

As diferentes cidades que compõe o trajeto são dotadas de alto valor histórico e cultural e representam pequenos polos gastronômicos, artísticos, de ecoturismo e lazer. A rota era utilizada por bandeirantes em busca de riquezas durante o período colonial. O nome da trilha é uma homenagem à escritora Cora Coralina, nascida na Cidade de Goiás, onde viveu boa parte de sua vida. Trechos de suas poesias estão gravadas ao longo do percurso . 
A trilha foi inaugurada em abril de 2018 e foi dividida em 13 trechos que podem ser percorridos em períodos médios e curtos.

## Municípios
A trilha do caminho passa pelas seguintes 8 cidades:
- Corumbá de Goiás
- Cocalzinho de Goiás
- Pirenópolis
- São Francisco de Goiás
- Jaraguá
- Itaguari
- Itaberaí
- Cidade de Goiás